# Kombinat Spirituosen, Wein und Sekt
Der VEB Kombinat Spirituosen, Wein und Sekt wurde 1980 gegründet und war ein Kombinat in der DDR. Sein Verwaltungssitz befand sich im Ost-Berliner Stadtbezirk Friedrichshain in der Friedenstraße 89.

## Geschichte
Zu den Produkten der Kombinatsbetriebe zählten Weine und Schaumweine sowie eine Vielzahl von Spirituosen. Einige der vertriebenen Marken genießen – insbesondere auf dem Gebiet der ehemaligen DDR – auch nach 1990 Bekanntheit. Beispiele hierfür sind Berliner Luft, Goldkrone, Nordhäuser Korn, Rotkäppchen Sekt und Zinnaer Klosterbruder. Neben alkoholischen Getränken wurde im Kombinat beispielsweise auch Senf produziert (Lebensmittelbetriebe Bautzen (Bautz’ner) und Senffabrik Mölkau). Verschiedene Betriebe des Kombinats lieferten darüber hinaus technische Ausrüstungen und Dienstleistungen sowie Rohstoffe und Verpackungsmaterial für die Herstellung der Hauptprodukte des Kombinats. Der Betrieb VEB Prowiko Schönebeck produzierte Enzyme für Brauereien und Brennereien.
Das Kombinat unterstand dem Ministerium für Bezirksgeleitete Industrie und Lebensmittelindustrie. Weitere zentralgeleitete Kombinate im Zuständigkeitsbereich dieses Ministeriums sind in der Liste von Kombinaten der DDR aufgeführt.
Zur Gründung des Kombinats wurden verschiedene Betriebe bezirksgeleiteter Getränkekombinate im neugebildeten Kombinat zusammengelegt (aus der Spirituosen- und Weinerzeugung und aus den Bereichen des Imports und der Abfüllung (z. B. Bärensiegel vom Getränkekombinat Berlin, die Rotkäppchen-Sektkellerei vom Getränkekombinat Dessau und die Altenburger Likörfabrik vom Getränkekombinat Leipzig)).
Infolge der Wende und der anschließenden Wiedervereinigung wurde das Kombinat 1990 aufgelöst, und seine Betriebe wurden privatisiert.

## Zugehörige Betriebe
Zum Kombinat gehörten zuletzt die folgenden Betriebe: 
- VEB Bärensiegel Berlin (Stammbetrieb)
- VEB Abtshof Magdeburg
- VEB Altenburger Likörfabrik
- VEB Anker Rostock
- VEB Druck und Verpackung Leipzig
- VEB Edelbrände und Spirituosen Luckenwalde
- VEB Frankfurter Spirituosenfabrik Frankfurt/Oder
- VEB Hopfenverarbeitung Leipzig
- VEB Industrieforschungszentrum Biotechnologien Berlin
- VEB Isolierungen Zwenkau
- VEB Lebensmittelbetriebe Bautzen
- VEB Likörfabrik Zahna
- VEB Lufttechnische Anlagen Stahnsdorf
- VEB Nordbrand Nordhausen
- VEB Nordstern Görlitz
- VEB Prowiko Schönebeck
- VEB Rationalisierung Wilsdruff
- VEB Rotkäppchen Sektkellerei Freyburg
- VEB Schilkin Berlin
- VEB Stadtkellerei Leipzig-Panitzsch
- VEB Uhle Sektkellerei Schwerin
- VEB Vereinigte Thüringer Weinkellereien Gotha
- VEB Weinbrand Wilthen
- VEB Weinbrennerei Meerane
- VEB Weinkellerei Neubrandenburg

Das Wissenschaftlich-Technisch-Ökonomische Zentrum der Brau- und Malzindustrie (WTÖZ) entstand Anfang der 1980er Jahre aus dem Staatlichen Getränkekontor, dem Ingenieurbüro der Gärungs- und Getränkeindustrie und dem Institut für Gärungs- und Getränkeindustrie. Das WTÖZ war zuerst dem Kombinat Spirituosen, Wein und Sekt zugeordnet und wechselte ab 1988 zum Getränkekombinat Berlin.